# Phan Thanh, Lục Yên
Phan Thanh là một xã thuộc huyện Lục Yên, tỉnh Yên Bái, Việt Nam.

## Địa lý
Xã Phan Thanh cách trung tâm huyện Lục Yên 30 km, có vị trí địa lý:
- Phía bắc giáp xã Tân Lập và xã Liễu Đô
- Phía nam giáp huyện Yên Bình
- Phía đông xã Minh Tiến và xã An Phú
- Phía tây giáp xã Trung Tâm.

Xã Phan Thanh có diện tích 36,30 km², dân số năm 2019 là 2.257 người, mật độ dân số đạt 62 người/km².

## Hành chính
Xã Phan Thanh được chia thành 8 thôn: Bản Kè, Bản Năn, Bản Chang, Bản Thủy Văn, Bản Hốc, Bản Xả, Bản Ro, Bản Rầu.

## Lịch sử
Sau Cách mạng tháng 8 năm 1945, chính quyền mới đặt tên xã là Cát Khánh.
Năm 1949, chia xã Phan Thanh thành hai xã, phía bắc là xã Tô Hiệu, phía nam là xã Phan Thanh.